# جيرهارد زوكر
جيرهارد زوكر (بالألمانية: Gerhard Zucker)‏ هو مهندس ألماني، ولد في 22 نوفمبر 1908 في Hasselfelde ‏ في ألمانيا، وتوفي في 4 فبراير 1985 في دورن في ألمانيا.